# 선체

선체

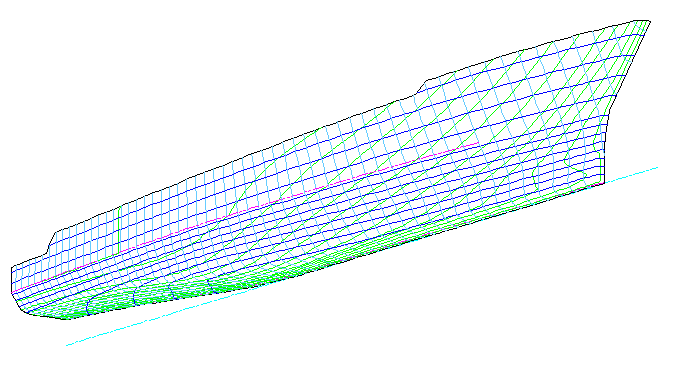
선형 3D

선체(船體, hull)란 선박에서 노, 돛, 엔진 등의 동력 부분이나 군함에서 총포 등의 장비를 제외한 물에 뜰 수 있는 배의 몸통 부분을 가리킨다.
과거에는 목재와 같이 물보다 비중이 작아서 물에 잘 뜨는 것을 사용하는 경우가 많았지만, 최근에는 강판이나 섬유 강화 플라스틱을 사용하는 경우가 많아졌다. 이는 목재 자체가 강판이나 섬유 강화 플라스틱 등과 비교해 강도가 약하고 부식성에 문제가 있기 때문이다.
구조상 하나의 선체만을 가지는 통상의 선박을 단동선이라고 하며, 여러 개의 선체를 평행하게 연결한 배를 다동선이라고 한다. 다동선은 아래의 것을 들 수 있다.
- 쌍동선
- 3동선 - 3개의 선체를 평행하게 연결한 배이다. 일반적으로 중심 선체가 대형이고, 좌우측 선체는 소형인 경우가 많다.

다동선의 특징은 같은 폭의 단동선에 비해 흘수선이 얕아도 선체 간의 균형이 잘 잡혀 있으면 선체가 소형이어도 안정적인 것을 들 수 있다.
배가 정지하고 있는 상태에서 선체에는 중력과 부력 두 개의 힘이 가해진다. 선체가 정지하고 있다면 중력과 부력이 동일한 상태이다. 이때, 중력의 중심과 부력의 중심은 동일 연직상에 있지만, 위치 차이가 있다.

## 선체 용어
뱃머리
뱃머리(선수[船首], 선두[船頭], 이물)는 선체에서 통상의 항해시 진행 방향의 전방 부분이다.
배꼬리
배꼬리(선미[船尾], 선로[船艫], 고물)는 선체에서 뱃머리의 반대측 부분이다.
우현
우현이란, 선체에서 배꼬리에서 뱃머리로 향하여 우측에 있는 뱃전이다.
좌현
좌현이란, 선체에서 배꼬리에서 뱃머리로 향하여 좌측에 있는 뱃전이다.
흘수선
흘수선이란, 배가 물 위에 떠 있을 때 선체와 수면이 접하는 경계가 되는 선이다.

## 같이 보기
- 단동선
- 다동선
- 흘수